# Lone Koppel
Lone Herman Koppel, född 20 maj 1938, är en dansk operasångerska (sopran). Hon var under över 30 år en av de ledande lyrisk-dramatiska sopranerna på Det Kongelige Teater i Köpenhamn.
Efter att ha tagit privatlektioner för den danske tenoren Aksel Schiøtz kom Koppel in på Det Kongelige Danske Musikkonservatorium och senare den danska operahögskolan. Hon debuterade där som Musetta i La Bohème 1962. I hemlandet är hon känd för sin tolkning av titelrollen i Puccinis Tosca på tv 1964. Hon var knuten till Kieloperan 1964–1966. Under åren 1969–1979 var hon gift med den konstnärlige ledaren och pianisten John Winther. Genom honom fick hon anställning på operan i Sydney 1973–1978. Sedan 1978 har hon åter varit knuten till Köpenhamnsoperan. Hon regisserade Verdis Nebukadnessar på Värmlandsoperan i Karlstad 2003.
Koppel har även gästat Bonn, Helsingfors, Stuttgart, Stockholm och Oslo.
I hennes stora repertoar kan särskilt nämnas roller som Senta i Den flygande holländaren, Leonora i Trubaduren, Leonore i Fidelio, Lady Macbeth i Macbeth, Donna Anna och Donna Elvira i Don Giovanni, Amelia i Simon Boccanegra, Marie i Wozzeck och titelrollerna i Salome, Tosca och Elektra.
Lone Koppel är dotter till den danske kompositören och pianisten Herman D. Koppel. Hon var gift 1961–1966 redaktören Eric Cosman Lindgren och 1969–1979 med pianisten och operadirektören John Winther men är sedan 1983 gift med den svenske operasångaren Björn Asker. Hon har tre barn: Terese Maria Koppel (f. 1963), Thomas Peter Koppel (f. 1965) (sångare) och  Nikolaj Koppel (född 1969).
Hon är riddare av första grad av Dannebrogorden.

## Roller (urval)
- Senta i Den flygande holländaren
- Leonore i Trubaduren respektive Fidelio
- Lady Macbeth i Macbeth
- Donna Anna och Donna Elvira i Don Giovanni
- Amelia i Simon Boccanegra
- Marie i Wozzeck och titelrollerna i Salome
- Tosca i Tosca
- Elektra i Elektra
- Amelia i Maskeradbalen
- Judith i Riddar Blåskäggs borg
- Santuzza i På Sicilien
- Madame Croissy i Karmelitsystrarna
- Elisabeth och Eboli i Don Carlos
- Tatjana i Eugen Onegin
- Jenůfa och Kostelnička i Jenůfa
- Ortrud i Lohengrin
- Jenny i Staden Mahagonnys uppgång och fall
- Kundry i Parsifal
- Lisa och gamla priorinnan i Spader Dam
- Octavian i Rosenkavaljeren
- Elisabeth och Venus i Tannhäuser
- Giorgetta i Manteln
- Katerina i Lady Macbeth från Mtsensk
- Katja i Katja Kabanova
- Manon i Manon Lescaut
- Ariadne i Ariadne på Naxos